# William Strickland (Architekt)

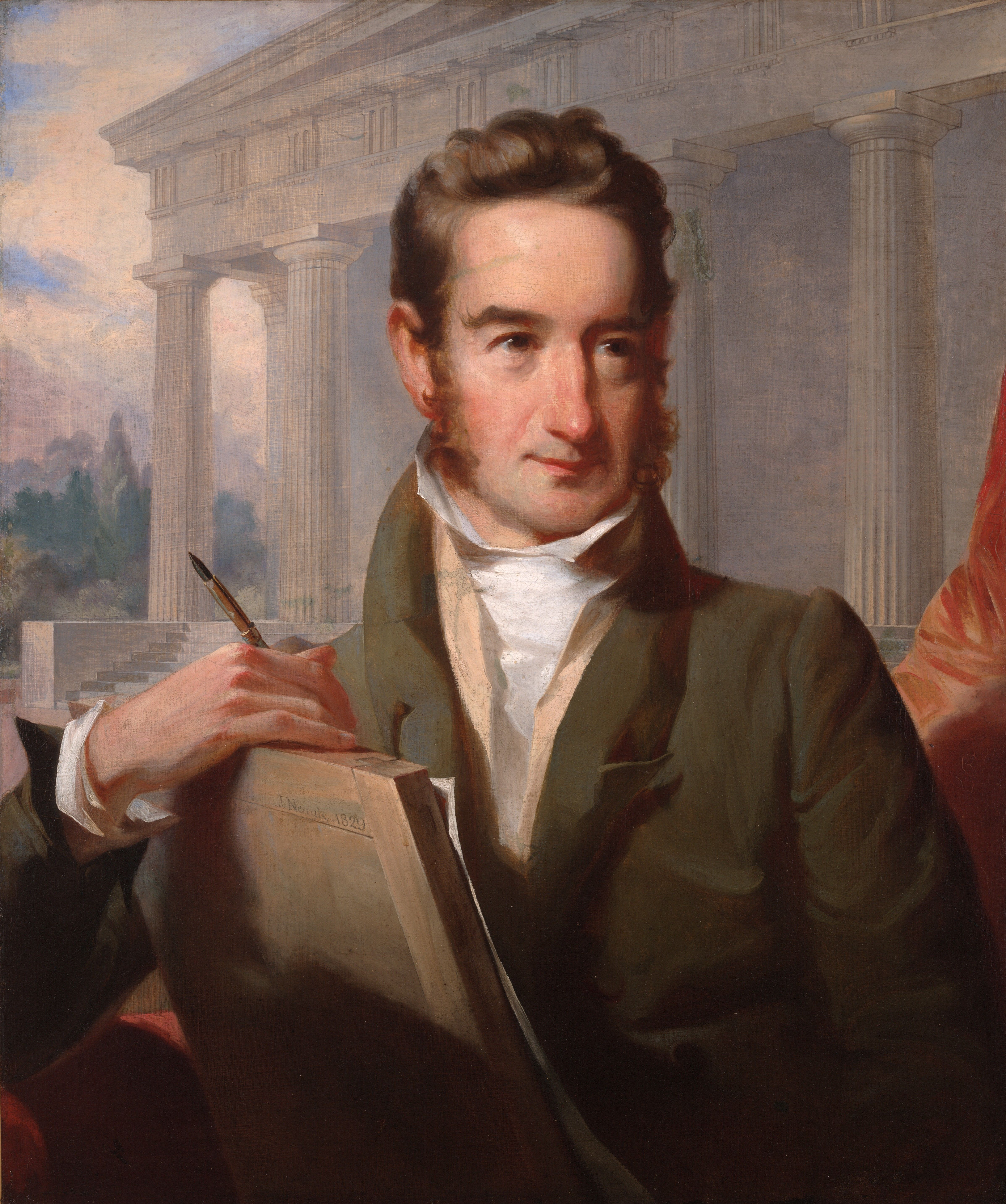
William Strickland, Porträtgemälde von John Neagle (1829)

William Strickland (* November 1788 in Navesink, New Jersey; † 6. April 1854 in Nashville, Tennessee) war ein US-amerikanischer Architekt.
Der Sohn des Zimmermanns John Strickland kam mit seiner Familie 1790 nach Philadelphia. Dort lernte er in seiner Jugend durch seinen Vater den Architekten Benjamin Henry Latrobe kennen, bei dem er von 1803 bis 1805 in die Lehre ging. 1807 ging er mit seinem Vater nach New York und arbeitete am Wiederaufbau des Park Theatre mit. Im Folgejahr kehrte er als Landschaftsmaler nach Philadelphia zurück. An einer Ausstellung der Pennsylvania Academy of Fine Arts und der Columbia Society of Artists 1811 beteiligte er sich mit einem großen Ölgemälde der Christ Church in Philadelphia.
Sein erster großer Auftrag als Architekt war der Bau der Masonic Hall in Philadelphia 1808. Während des Britisch-Amerikanischen Krieges 1812 beteiligte er sich an der Überwachung der Verteidigungsanlagen von Philadelphia. In den Folgejahren entwarf er in Philadelphia Gebäude wie The Friends' Asylum for the Insane (1815–1817), den Temple of the New Jerusalem (1816), die St. John's Episcopal Church (1817), das Medical Museum der University of Pennsylvania (1818) und das Philadelphia Custom House (1818–1819).
1818 gewann er vor seinem Lehrer Latrobe den Wettbewerb für den Bau der Second Bank of the United States mit einem Entwurf nach dem Vorbild des Parthenon in Athen. Von 1819 bis 1824 war er auch mit der Überwachung der Bauausführung des Gebäudes betraut. 1825 reiste er im Auftrag der Pennsylvania Society for the Promotion of Internal Improvement nach Großbritannien, um den dortigen Straßen-, Schienen- und Kanalbau und Küstenschutz zu studieren. Bis 1827 arbeitete er dann als Chefingenieur der Eastern Division des Pennsylvania Mixed System of railroads and canals.
1826 wurde Stricklands Entwurf des United States Naval Asylum akzeptiert, dessen Bau er bis 1829 überwachte. Seine nächsten großen Aufträge waren der Bau der United States Mint (1829–1833) und des Merchants Exchange (1832–1834). Nachdem er vom Weggang Latrobes nach New York und dem Bankrott John Havilands profitiert hatte, bereitete ihm seit Mitte der 1830er Jahre die Konkurrenz von Architekten wie John Notman und seinem Schüler Thomas Ustick Walter zunehmende Probleme, die durch die Depression Anfang der 1840er Jahre verschärft wurden.
Daher ging er 1845 nach Nashville und übernahm dort den Bau des Tennessee State Capitol. In den acht Jahren seines Wirkens in Tennessee entstanden außerdem neben anderen die Roman Catholic Cathedral in St. Mary’s (1845–1847) die First Presbyterian Church in Nashville (1848–1851).